# Andrei Medardowitsch Sajontschkowski

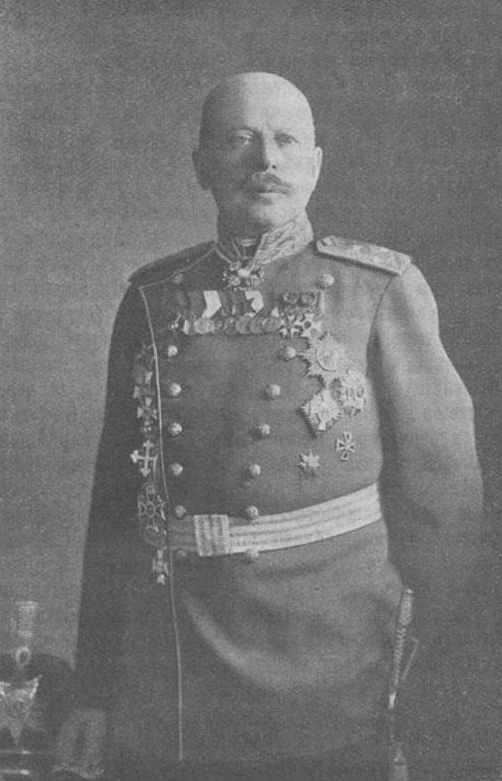
General der Infanterie Andrei Sajontschkowski

Andrei Medardowitsch Sajontschkowski (russisch Андрей Медардович Зайончковский; wissenschaftliche Transliteration Andrej Medardovič Zajončkovskij, * 8. Dezemberjul. / 20. Dezember 1862greg. in Orjol; † 21. März 1926 in Moskau) war ein russischer Militärliterat und General der Infanterie im Ersten Weltkrieg, der 1918 zur Roten Armee übertrat.

## Leben

### Frühe Karriere
Er stammte aus einer Adelsfamilie der Provinz Orjol und absolvierte die Bachtin-Schule in Orel. Dann besuchte er ab 1. September 1879 die Nikolajewski-Schule für Ingenieurwesen und erreichte im 5. Sappeur-Bataillon den Rang des Secondeleutnant. Nach dem Abschluss wurde er am 27. Juli 1885 zum Leutnant und begann am 27. September 1885 das Studium an der Nikolajewsker Generalstabs-Akademie in Sankt Petersburg. Am 28. April 1889 wurde er mit Sonderaufgaben im Hauptquartier des Gardekorps im Petersburger Militärbezirks betraut. Mit 1. Januar 1890 diente er als Oberadjutant im Stab der 1. Garde-Kavallerie-Division. Im April desselben Jahres erhielt er den Rang eines Kapitäns. 1891 schloss er die Ehe mit Marfa Michailowna, einer Tochter des Generalmajor Kazakewitsch.
Zwischen 9. Dezember 1890 und 23. Juli 1895 war er leitender Adjutant im Hauptquartiers des Gardekorps, dazwischen führte er vom 1. Oktober 1892 bis zum 15. Oktober 1893 eine  Kompanie des Leibgarde-Jäger Regiments. Am 23. Juni 1895 wurde er zum Oberstleutnant befördert und zum Chefoffizier für Sonderaufgaben im Hauptquartier des I. Armeekorps ernannt. Am 18. April 1899 folgte seine Ernennung zum Oberst. Am 3. April 1900 wurde er zum ersten Stabsoffizier für Sonderaufgaben bei den Garde-Truppen ernannt.  Am 25. Januar 1902 stieg er zum Stabschef der 2. Garde-Kavalleriedivision auf, bereits Mitte August wechselte er als Adjutant in unmittelbarer Nähe des Großfürsten Michail Michailowitsch Romanow.
Am 18. Mai 1904 wurde er Kommandant des 85. Wyborger-Infanterie-Regiments, mit dem er am Russisch-Japanischen Krieg von 1904–05 teilnahm. Am 21. August und am 4. Oktober 1904 wurde er bei Kämpfen am rechten Ohr und am linken Knie verletzt. Am 4. Januar 1905 wurde er zum Generalmajor befördert.  Am 3. März 1905 übernahm er die 2. Brigade der 3. Sibirischen Infanterie-Division und am 5. Mai wurde er zum stellvertretenden Kommandanten der 1. Brigade der 22. Infanterie-Division bestellt. Am 2. Juli 1905 wurde er zur Verfügung des Großfürsten Alexander Michailowitsch abgestellt. Am 18. Februar 1906 wurde er zum Kommandeur des Leibgarde-Jäger-Regiments und am 11. Juli 1908 zum Chef der 1. Brigade der 1. Garde-Infanteriedivision ernannt. Daneben arbeitete er als Militärtheoretiker und Autor zahlreicher Werke, darunter „Der Krieg von 1853-56 im Zusammenhang mit der aktuellen politischen Situation“ (russisch, 2 Bände, 1908-13).
In der Presse veröffentlichte er ein „Lehrbuch für angewandte Taktik“ (1899–1900), wo das Werk in einzelnen Ausgaben erschien.
Am 30. Mai 1912 folgte die Beförderung zum Generalleutnant, gleichzeitig übernahm er das Kommando über die 22. Infanterie-Division.

### Im Weltkrieg
Am 28. Juli 1912 wurde er zum Kommandeur der 37. Infanterie-Division ernannt, mit welcher er in den Ersten Weltkrieg eintrat. Im August 1914 kämpften seine Truppen im Rahmen der 4. Armee in der Schlacht in Galizien. Am 27. März 1915 wurde er zum Kommandeur des bei Husjatin eingesetzten XXX. Armeekorps ernannt, das  der am Dnjestr stehenden 9. Armee (General Letschizki) unterstellt war. Ende August 1915 wechselte dieses Korps in den Bereich, der über den Styr zurückgedrängten 8. Armee über.
Am 10. April 1916 folgte seine Beförderung zum General der Infanterie. Während der Brussilow-Offensive im Sommer 1916 war das Korps Sajontschkowski im Rahmen der 8. Armee unter General A. M. Kaledin eingesetzt und konnte am 7. Juni in Richtung Luzk zum Styr vordringen. Das österreichisch-ungarische II. Korps (FML. Kaiser) wurde dabei zerschlagen. Am 27. und 28. Juni geboten eingreifende deutschen Streitkräfte am Stochod Halt. Anfang Juli wurde das Korps Sajontschkowski zur Besonderen Armee des Generals Besobrasow übertragen. Am 15. Juli erreichte die neue Offensive erneut den Stochod, wo man wieder festlief. Sajontschkowski wurde Ende Juli 1916 zum Kommandeur des XLVII. (47.) Armeekorps (61. Infanterie-Division unter Generalmajor P. N. Simanski und serbische Freiwilligen-Division) ernannt, um den neuen Verbündeten in Rumänien zur Verfügung zu stehen. Sajontschkowskis Truppen rückten in die nördliche Dobrudscha ein, wo das Korps Anfang September im Rahmen der rumänischen 3. Armee (General M. Aslan) eingesetzt wurde. Zusammen mit der rumänischen 19. Division startete eine Offensive gegen Bazardjik (5. – 7. September) und zwang die dortigen bulgarischen Truppen zum Rückzug. Nach der Niederlage der rumänischen Truppen absorbierte die noch intakte Silistra-Gruppe die Überreste der sich zurückziehenden rumänischen 3. Armee und bildete die Dobrudscha-Armee, zum Befehlshaber wurde General Sajontschkowski ernannt. Die Armee zählte neben der russischen 61. Infanterie- und 3. Kavallerie-Division, die die rumänischen Divisionen:  5., 9., 19., Reste der 15. Division sowie die 5. Kalarasi-Kavalleriebrigade. Am 14. September folgte bei Kokadschi ein Gegenschlag der den Vormarsch der 3. bulgarischen Armee stoppte. Ab 4. Oktober drängte dann der Gegenangriff der Mittelmächte die 3. Armee unter General Averescu zurück. Es folgte eine Kampfpause, in der die Dobrudscha-Armee verstärkt wurde, darunter das 6. Kavalleriekorps unter Generalleutnant J. A. Leontowitsch und die 115. Infanterie-Division. Am 6. Oktober durchbrachen die bulgarischen Streitkräfte die gegnerische Front: Die Truppen unter Sajontschkowski mussten die Dobrudscha räumen und sich auf die Linie Topolog – Eski – Golotwino zurückziehen.
Nach dem Misserfolg der rumänischen 3. Armee wurde am 20. Oktober 1916 die russische Donauarmee unter dem Befehl von General Wladimir W. Sacharow aufgestellt, unter der General Sajontschkowski am 22. Oktober das Kommando über das XVIII. Armeekorps erhielt. Am 2. April 1917 wurde Sajontschkowski nach der Februarrevolution von der Provisorischen Regierung unter Vorwand einer Krankheit abberufen, in Führerreserve versetzt und nach Petrograd berufen, wo er am 7. Mai mit Belassung von Uniform samt Rente verabschiedet wurde.

### Bei der Roten Armee
Das Leben eines ruhigen und wohlhabenden Rentners war für ihn aber nicht befriedigend.  Anfang 1919 trat er der Roten Armee bei. Ab Februar 1919 diente er im Generalstab, danach wurde er zunächst als Archivar der 1. Moskauer Division und dann zum Leiter des militär- wissenschaftlichen Archivs derselben Division ernannt. Im Russischen Bürgerkrieg wurde er im August 1919 zum Stabschef der im Donbass eingesetzten 13. Armee (General Gekker) ernannt. Im März 1920 wurde er zum Obersten Stabschef des obersten Militärrats ernannt. Am 19. Oktober 1920 wurde er vorübergehend verhaftet, nach seiner Zusammenarbeit mit dem NKWD wurden laut seinen Aussagen viele Militärs festgenommen. Es gibt keine zuverlässigen Daten darüber, was Sajontschkowski veranlasst hat, seine Äußerungen zu treffen. Viele Offiziere mussten in dieser Zeit ihre Kameraden denunzieren, um ihre bedrohten Familien zu retten. Von 1922 bis 26 arbeitete er als Professor an der Frunse-Militärakademie der Roten Armee und war Autor mehrerer Werke zur Geschichte des Weltkrieges, einschl. "Weltkrieg von 1914–18" (2. Bände, 1938). Sajontschkowski starb 1926 in Moskau, seine Leiche wurde am Friedhof beim Nowodewitschi-Kloster bestattet.